# Ornitina descarboxilasa
La enzima ornitina descarboxilasa (ODC) participa en el ciclo de la urea y en el metabolismo del glutatión y de grupos aminos. En los seres humanos, esta proteína tiene 461 aminoácidos y la forma un homodímero.

## Reacción
Cataliza la descarboxilación de la ornitina produciendo, como resultado, diamina putrescina y una molécula de CO2:
Esta es la primera reacción y el paso limitante en los seres humanos de la producción de poliaminas, los compuestos necesarios para la división celular.

## Significado clínico
La expresión génica de la ODC es inducida por un gran número de estímulos biológicos, incluido la actividad convulsiva en el cerebro. La inactivación de la ODC por difluorometilornitina (eflornitina) se utiliza para tratar el cáncer, las náuseas y el crecimiento del vello facial en las mujeres posmenopáusicas.
La ODC es también una enzima indispensable para los parásitos, como Trypanosoma, Giardia y Plasmodium. Un hecho explotado por la droga eflornitina.

## Degradación independiente de ubicuitina proteasomal
La ODC es la proteína celular más característica de las que sufren degradación proteosomal independiente de ubicuitina. Aunque la mayoría de las proteínas primero debe ser marcadas con múltiples moléculas de ubicuitina antes de ser unidas y degradadas por el proteasoma, la degradación de ODC, en cambio, es mediada por varios sitios de reconocimiento de la proteína y su factor accesorio antizima 1. El proceso de degradación de la ODC se regula en un ciclo de retroalimentación negativa por sus productos de reacción.
Hasta un informe de Sheaff et al. (2000) que demostró que la cinasa dependiente de ciclina (CDK) inhibidor p21CIP1 también es degradada por el proteasoma de manera independiente de ubicuitina, la ODC era el único ejemplo claro de la degradación proteasomal independiente de ubicuitina.